# 필라델피아는 언제나 맑음
필라델피아는 언제나 맑음(영어: It's Always Sunny in Philadelphia)은 2005년 8월 4일부터 현재까지 FX에서 방영중인 시트콤이다.

## 출연
필라델피아에서 아이리쉬 펍(Paddy's pub)을 운영하는 네 명의 친구들. 본인들은 스스로를 패거리(gang)라 지칭한다.
데니스 레이놀즈, 디앤드라 레이놀즈, 로날드 맥도날드, 찰리 켈리 그리고 시즌 2부터 합류한 프랭크 레이놀즈
- 맥(Ronald "Mac" McDonald): 패디즈 펍의 공동 소유자이며 현재 데니스의 룸메이트다. 찰리와는 어릴적부터 친구였고 데니스 남매와는 고등학교 때 만났다. 늘 자신의 남성성과 근육을 과시한다. 하는 말만 들어보면 못하는 무술이 없지만 역시나 전부 빈 깡통이다. 패디즈 펍이 위기에 처하면 늘 나서지만 정말 쓸모없는 모습만 보인다. 아버지가 감옥에서 옥살이를 하고 있고, 어머니는 엄청난 골초이며 현재는 찰리 어머니와 룸메이트다. 시즌 7초반부에서 실제로 엄청나게 살이 찐 모습으로 등장해 큰 웃음을 줬으나 다음 시즌에서 바로 날씬해진 모습으로 복귀했다. 굉장히 독실한 기독교인이며 게이를 반대하지만 아직 완전히 성전환을 끝내지 않은 트랜스젠더(shemale)와 잠자리를 함께 하기도 한다. 확실치는 않으나 약간 게이 성향이 있다는 설정도 있다. 몇 회 걸러 데니스나 찰리가 '쟤 방금 나한테 키스하려고 하지 않았어?'라는 대사를 외친다. 참고로 디앤드라 역의 배우와는 실제 부부.

- 데니스 레이놀즈(Dennis Reynolds): 패디즈 펍의 공동 소유자이며 디앤드라의 쌍둥이 오빠다. 패거리 내에서 가장 소시오패스에 가깝다. 전부가 이기적이고 못돼 처먹었지만 그 중 나쁜 놈이 똑똑하기까지 하면 무섭다고 실은 패거리에서 제일 사악한 놈이 바로 데니스다. 썩 잘생긴 것 같지는 않으나 시리즈 내에서 늘 잘생겼다는 묘사와 함께 등장하므로 그냥 넘어가도록 하자. 아이비리그 중 하나인 펜실베이니아 대학교(유펜)를 디앤드라와 다녔다. 본인을 심리학도(부전공이 심리학이었고 전공은 극중에서 드러나지 않는다)와 브레인으로 생각하고 있으며 나르시즘에 빠져있고 늘 여자를 꼬실 수 있다는 자신감에 차있다. 성공률도 높지만 차이는 경우도 심심찮게 볼 수 있다. 특기는 남의 여자 뺏기와 셔츠 벗어던지기. 참고로 데니스의 방에서는 모든 상황이 비디오로 녹화되고 있으며 잠자리를 함께 한 여자들의 비디오를 어마어마하게 보유 중이다.

- 디앤드라 레이놀즈(Deandra "Sweet Dee" Reynolds): 패디즈 펍의 바텐더이다. 애칭은 디, 스윗 디. 세상에서도 버림 아닌 버림을 받고 패거리 내에서도 놀림만 실컷 받고 가장 하찮은 존재로 여겨지는(찰리보다 아래로 취급될 때도 있다) 불쌍한 여자. 배우가 되고 싶어하지만 전혀 재능을 보여주지 않으며 무대에만 서면 구역질을 한다. 고등학교 때는 등에 커다란 교정기를 하고 다녀 '알루미늄 몬스터'라는 별명을 가졌었다. 유펜에서 심리학을 전공했지만 낙제해 데니스에게 자신보다 심리학에 대해 모른다며 갈굼을 받는 에피소드가 있다. 다른 패거리들과는 달리 아파트에서 혼자 살고 있다. 별명에는 새(bird)가 있다.

- 찰리 켈리(Charlie Kelly): 패디즈 펍의 공동 소유자였으나 굉장히 싼값에 자신의 권리를 넘겨줬다. 패디즈 펍에서 '찰리 일' 이라 불리는 각종 궂은 일을 담당한다. 그의 업무로는 주로 쥐 잡기, 화장실 청소, 전기 배선 고치기 등이 있다. 완전히 문맹은 아니지만 늘 글씨를 잘못 읽어 각종 문제를 일으킨다. 정말 이렇게 살면 안된다는 반면교사의 끝을 보여주는 인물. 비위생적인 원룸에서 룸메이트 프랭크와 함께 쓰레기통을 뒤지고 사람이 못 먹을 음식을 먹으며 본드를 흡입하고 있다. 그가 이렇게 된 데에는 어릴 적 크리스마스마다 매춘 행위를 했던 어머니의 영향도 있다. 뒤늦게 낙태에서 살아남았다는 것이 밝혀지고 프랭크의 아들일지도 모른다. 분노 조절 장애가 있다는 게 거의 확실해 보이며 가끔 못 참고 비명을 질러대기도 한다. 이름은 언급되지 않은 '웨이트리스'를 짝사랑하는 데 짝사랑을 넘은 스토킹을 하고 있다. 참고로 웨이트리스 역의 배우와는 실제 부부.

- 프랭크 레이놀즈(Frank Reynolds): 쌍둥이 남매 데니스와 디앤드라의 법적 아버지이며 찰리의 생물학적 아버지일지도 모른다. 참고로 데니스와 디앤드라의 아빠는 그들을 닮은 키도 크고 인물도 멀쩡한 다른 사람이 있다. 안타깝게도 인간성 쓰레기인 데니스, 디앤드라, 프랭크, 프랭크의 부인과는 정말 다른 부류의 선한 사람이라 어울리지 못한다. 프랭크는 노동력 착취와 각종 불법적 사업으로 굉장히 성공한 비즈니스 맨이었고 현재도 매우 부유하다. 오로지 아들을 약올리기 위해 람보르기니를 사서는 불로 태우고 집 주인을 약올리기 위해 돈도 태우고... 하지만 지루한 인생을 벗어나 더럽고 지저분한 원룸 아파트에서 찰리와 상상하기도 힘든 루져짓을 보여주고 있다. 참고로 프랭크의 전아내의 아버지이자 쌍둥이 남매의 외할아버지는 나치 간부였다.

## 캐스트
- 글렌 하워턴 - 데니스 레이널즈 (Dennis Reynolds)
- 케이틀린 올슨 - 디앤드라 "스위트 디" 레이널즈 (Deandra "Sweet Dee" Reynolds)
- 롭 매킬헤니 - 로널드 "맥" 맥도널드 (Ronald "Mac" McDonald)
- 찰리 데이 - 찰리 켈리 (Charlie Kelly)
- 대니 드비토 - 프랭크 레이널즈 (Frank Reynolds)